# Ograszka
Ograszka – wieś w Polsce położona w województwie kujawsko-pomorskim, w powiecie toruńskim, w gminie Czernikowo.
W latach 1975–1998 miejscowość administracyjnie należała do województwa włocławskiego.
W okresie okupacji niemieckiej 1939–1945 miejscowość nosiła nazwę Graßhof.
Od nazwy miejscowości utworzono nazwę przystanku kolejowego Ograszka położonego w pobliskiej wsi Makowiska.